# Данкан Мак-Кіннон
Данкан Мак-Кіннон (англ. Duncan Mackinnon, 29 вересня 1887 — 9 жовтня 1917) — британський академічний веслувальник.
Олімпійський чемпіон 1908 року в складі розпашної четвірки без стернового.